# Synchronicity (album, The Police)
Synchronicity je páté a poslední studiové album anglické rockové skupiny The Police. Vydalo jej v červnu 1983 hudební vydavatelství A&M Records a společně se členy skupiny jej produkoval Hugh Padgham. Nahráno bylo od prosince 1982 do února následujícího roku v AIR Studios na Montserratu a Le Studio v Québecu. Na desce se nachází několik hitových singlů, například „Every Breath You Take a „Synchronicity II“. V mnoha zemích se nahrávka umístila na první příčce hitparád, včetně USA (Billboard 200) a UK (UK Albums Chart).

## Seznam skladeb
| Pořadí | Název                      | Autor               | Délka |
| ------ | -------------------------- | ------------------- | ----- |
| 1.     | Synchronicity I            | Sting               | 3:23  |
| 2.     | Walking in Your Footsteps  | Sting               | 3:36  |
| 3.     | O My God                   | Sting               | 4:02  |
| 4.     | Mother                     | Andy Summers        | 3:05  |
| 5.     | Miss Gradenko              | Stewart Copeland    | 2:00  |
| 6.     | Synchronicity II           | Sting               | 5:00  |
| 7.     | Every Breath You Take      | Sting               | 4:13  |
| 8.     | King of Pain               | Sting               | 4:59  |
| 9.     | Wrapped Around Your Finger | Sting               | 5:13  |
| 10.    | Tea in the Sahara          | Sting               | 4:11  |
| 11.    | Murder by Numbers          | Andy Summers, Sting | 4:36  |

## Obsazení
- Sting – baskytara, klávesy, zpěv, doprovodné vokály, hoboj, bicí automat, saxofon
- Andy Summers – elektrická kytara, doprovodné vokály, klávesy, zpěv
- Stewart Copeland – bicí, perkuse, xylofon, zpěv